# Селино (Владимирская область)
Селино — деревня в Меленковском районе Владимирской области. Входит в состав Тургеневского сельского поселения.

## Природные ресурсы
В окрестностях деревни произрастает широкое разнообразие видов сосудистых растений. Населенный пункт окружен смешанными лесами.

## История
Деревня впервые упоминается в писцовых книгах 1629-30 годов в составе Иговского прихода, в ней числились 3 двора крестьянских, 2 двора бобыльских и 5 дворов пустых (крестьяне сбежали в 1627 году).
В конце XIX — начале XX века деревня входила в состав Тургеневской волости Меленковского уезда, с 1926 года — в составе Усадской волости Муромского уезда.  В 1926 году в деревне числилось 225 дворов. 
С 1929 года деревня являлась центром Селинского сельсовета Ляховского района, с 1963 года — в составе Меленковского района, с 2005 года — в составе Тургеневского сельского поселения.
До 2007 года в деревне действовала Селинская начальная общеобразовательная школа.

## Население
| 1859 | 1897 | 1905 | 1926  | 2002 | 2010 | 2021 |
| ---- | ---- | ---- | ----- | ---- | ---- | ---- |
| 528  | ↗647 | ↗904 | ↗1206 | ↘408 | ↘354 | ↘278 |